# Kybos niveicolor
Kybos niveicolor är en insektsart som beskrevs av Aleksey A. Zachvatkin 1953. Kybos niveicolor ingår i släktet Kybos och familjen dvärgstritar. Utöver nominatformen finns också underarten K. n. japonicus.